# David de Borgonya
David de Borgonya (Utrecht, 1427 - Wijk bij Duurstede, 1496) va ser un prelat de l'Església Catòlica Romana, i un dels nombrosos fills il·legítims del duc Felip III de Borgonya. Va ser bisbe d'Utrecht entre 1436 i 1496.

## Història
David de Borgonya va ser rector de la catedral de Sant Donacià a Bruges l'any 1439 i bisbe de Thérouanne el 1451. Quan Rodolf de Diepholt bisbe d'Utrecht va morir el duc Felip III va aprofitar aquesta oportunitat per enfortir el seu poder al Comtat d'Holanda mitjançant la col·locació del seu fill bastard com futur bisbe d'Utrecht. Però abans que el duc hagués pogut expressar el seu desig al papa, el capítol catedralici d'Utrecht va escollir a Gilbert de Brederode com el nou bisbe. La Casa Brederode era una antiga i influent família noble del comtat d'Holanda, l'adhesió d'un dels seus membres al bisbat hauria obstaculitzat la política centralitzadora que Borgonya volia implantar. El duc, després d'una apel·lació sense èxit al papa, per tant, va amenaçar en organitzar una expedició armada per instal·lar per força al seu fill a Utrecht. Per tant, Gilbert va decidir abandonar la seva elecció, a favor de David, 16 mesos després d'haver rebut el seu mandat. Així va ser com David va arribar al càrrec de bisbe d'Utrecht fins a la seva mort el 1496.